# Lawrence Thienchai Samanchit
Lawrence Thienchai Samanchit (ur. 28 listopada 1931 w Huaphai) – tajski duchowny rzymskokatolicki, w latach 1971-2009 biskup Chanthaburi.

## Życiorys
Święcenia kapłańskie przyjął 29 stycznia 1959. 3 lipca 1971 został prekonizowany biskupem Chanthaburi. Sakrę biskupią otrzymał 3 października 1971. 4 kwietnia 2009 przeszedł na emeryturę.